# 169-я стрелковая дивизия
169-я стрелковая Рогачёвская Краснознамённая орденов Суворова и Кутузова дивизия— воинское соединение Красной армии, принимавшее участие в Великой Отечественной войне.
Сокращённое наименование — 169 сд.
Боевой период — 22.6.1941 — 31.7.1942, 16.9.1942 — 5.2.1943, 13.3.1943 — 9.5.1945.

## История

### Предвоенный период
Дивизия была сформирована в период с 25 августа по 16 сентября 1939 года в Херсоне на базе 45-го Краснознамённого стрелкового полка 15-й Сивашской стрелковой дивизии. Руководили формированием дивизии полковник Н. Н. Зелинский и полковой комиссар И. М. Чуванин. С 17 сентября 1939 года в составе 6-го стрелкового корпуса Украинского фронта приняла участие в походе на Западную Украину.
30 октября 1939 года по окончании похода дивизия сосредоточилась в отведенном Генеральным штабом районе постоянной дислокации — Винница, Жмеринка, Литин, Хмельник где была включена в состав 37-го стрелкового корпуса.
С 11 по 28 августа 1940 года дивизия в составе 37-го стрелкового корпуса участвовала в «походе по освобождению трудящихся Бессарабии». По окончании похода дивизия возвратилась в район постоянной дислокации.
В начале 1941 года дивизия была передана из 37-го стрелкового корпуса в 55-й стрелковый корпус, без изменения дислокации.

### Великая Отечественная война
На начало Великой Отечественной войны находилась в районе Жмеринки в составе 55-го стрелкового корпуса, который 25 июня 1941 года, согласно Директиве Ставки ГК № 20466, был подчинён непосредственно командованию Южного фронта (ЮФ). С 22.06.1941 по 11.07.1941 дивизия вела бои на реке Прут в районе города Липканы и на реке Днестр в районе Старая Ушица.

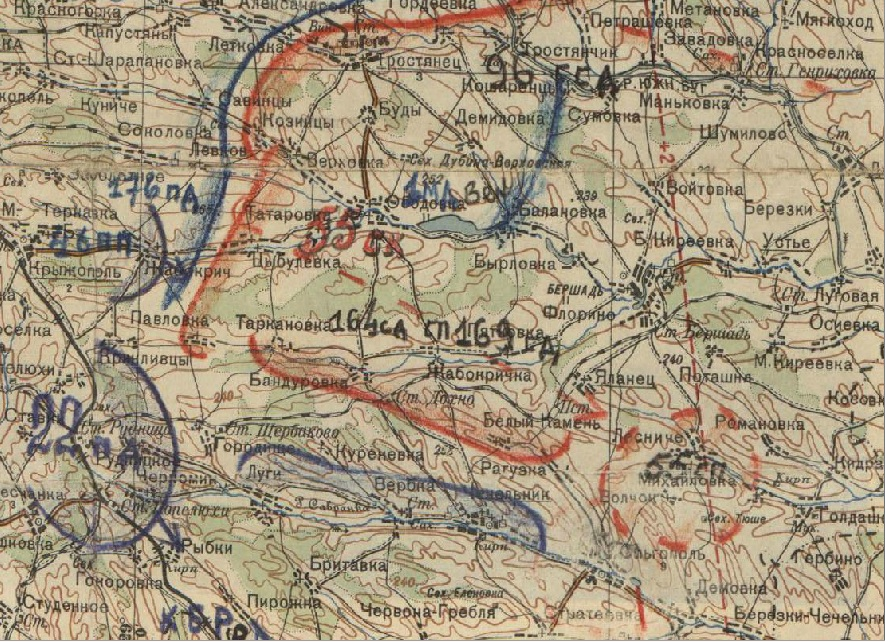
Положение 169 сд на 28 июля 1941 г.

По состоянию на 12 июля она имела 15047 бойцов (в том числе 999 человек начсостава), на её вооружении состояло 11551 винтовок, 151 станковый пулемёт; автоматов, ручных пулемётов и автоматических винтовок — 772 штуки, 17 зенитных пулемётов, 34 76-мм пушки, 32 122-мм пушки, 57 37-мм и 45-мм пушек, четыре 76-мм зенитных орудия, 11 152-мм гаубицы, 135 107- и 120-мм миномёта, а также 10 бронемашин и 8 мотоциклов. Кроме того, в дивизии имелось 621 автомашина (в том числе 466 грузовых и 78 тракторов) и 3389 лошадей.
13.07.1941 680-й стрелковый полк дивизии в районе города Новая Ушица завязал бой с частями противника, в результате которого было уничтожено 13 вражеских танков и до батальона пехоты. В этом бою отличились командир батареи противотанковых орудий старший лейтенант Лабус, награжденный Орденом Ленина, и наводчик ПТО Яков Харитонович Кольчак, получивший звание Героя Советского Союза.
В июле — начале августа 1941 года дивизия вела бои в районе Ямполя и Первомайска. Имея задачу помочь войскам 6-й и 12-й армий, прорывавшимся на Первомайск, дивизия сама оказалась в кольце и понесла большие потери. Возле Первомайска был смертельно ранен её командир генерал-майор И. Е. Турунов, однако дивизия сумела вырваться из окружения и соединиться с главными силами ЮФ.
Участвовала в боях у Днепропетровска и Полтавы. В декабре 1941 — январе 1942 года принимала участие в Курско-Обоянской операции. В 1942 году дивизия сражалась под Харьковом.
По состоянию на 17 июля 1942 года в 169-й сд числилось 786 человек.
16 сентября 1942 года она прибыла под Сталинград и, переправившись через Волгу, сосредоточилась в районе Красноармейска, приняв затем участие в Сталинградской битве. После боёв под Сталинградом дивизия 13-го марта 1943 года была передислоцирована в Козельск и включена в состав 11-й гвардейской армии, вместе с которой летом 1943 года вела бои на Курской дуге, освободив за период июльских боёв 20 населённых пунктов.
25 сентября 1943 года совместно с 129 и 217 стрелковыми дивизиями 63 Армии Брянского фронта освободила г. Клинцы.
В ходе Рогачёвско-Жлобинской операции (21-26 февраля 1944) освободила г. Рогачёв и в честь этого получила название Рогачёвской. В составе 3-й армии 1-го Белорусского фронта 169 сд приняла участие в операции «Багратион». В дальнейшем дивизия освобождала Польшу, вела бои в Восточной Пруссии. На завершающем этапе войны 169 сд принимала участие в Берлинской операции и завершила свой боевой путь выходом к р. Эльба в районе города Гентин.

## Состав
- 434-й стрелковый полк
- 556-й стрелковый полк
- 680-й стрелковый полк
- 307-й артиллерийский полк
- 342-й гаубичный артиллерийский полк (до 19.11.1941)
- 160-й отдельный истребительно-противотанковый дивизион
- 152-я отдельная разведывательная рота (152-й разведывательный батальон)
- 171-й отдельный сапёрный батальон
- 159-й отдельный батальон связи (416-я отдельная рота связи)
- 258-й медико-санитарный батальон
- 83-я отдельная рота химической защиты
- 100-я автотранспортная рота (100-й автотранспортный батальон)
- 350-я полевая хлебопекарня (94-й полевой автохлебозавод)
- 171-й дивизионный ветеринарный лазарет
- 75-я дивизионная артиллерийская мастерская
- 459-я полевая почтовая станция
- 355-я полевая касса Госбанка

## Командиры дивизии
- Головацкий (11.09.1939 — декабрь 1939), комбриг;
- Никитин (декабрь 1939 — март.1940), комбриг;
- Турунов, Иван Евдокимович (10.01.1940 — 03.08.1941), комбриг, с 5.06.1940 генерал-майор;
- Зелинский, Николай Николаевич (04.08.1941 — 01.10.1941), подполковник;
- Рогачевский, Самуил Миронович (02.10.1941 — 20.01.1942), полковник, с 30.05.1942 генерал-майор;
- Горюнов, Михаил Иванович (21.01.1942 — 27.02.1942), генерал-майор;
- Рогачевский, Самуил Миронович (28.02.1942 — 25.09.1942), генерал-майор;
- Зелинский, Николай Николаевич (26.09.1942 — 06.10.1942), полковник;
- Ерёменко, Яков Филиппович (07.10.1942 — 23.12.1943), полковник, с 1.03.1943 генерал-майор;
- Мишин, Иван Петрович (24.12.1943 — 20.01.1944), полковник;
- Верёвкин, Фёдор Андреевич (21.01.1944 — 09.07.1945), полковник, с 13.09.1944 генерал-майор[4];
- Мишин, Иван Петрович (10.07.1945 — ??.09.1945), полковник

## Награды и наименования
| Награда (наименование)              | Дата                                                                   | За что награждена |
| ----------------------------------- | ---------------------------------------------------------------------- | --- |
| Почётное наименование «Рогачёвская» | Приказ Верховного Главнокомандующего СССР № 78 от 26 февраля 1944 года | За образцовое выполнение заданий командования в Рогачёвско-Жлобинской наступательной операции.                                                                                        |
| Орден Красного Знамени              | Указ Президиума Верховного Совета СССР от 25 июля 1944 года            | За образцовое выполнение заданий командования в боях с немецкими захватчиками, за овладение городом Волковыск и проявленные при этом доблесть и мужество.                             |
| Орден Суворова II степени           | Указ Президиума Верховного Совета СССР от 19 февраля 1945              | За образцовое выполнение заданий командования в боях с немецкими захватчиками при вторжении в южные районы Восточной Пруссии и проявленные при этом доблесть и мужество.              |
| Орден Кутузова II степени           | Указ Президиума Верховного Совета СССР 26 апреля 1945                  | За образцовое выполнение заданий командования в боях с немецкими захватчиками при разгроме группы немецких войск юго-западнее Кёнигсберга и проявленные при этом доблесть и мужество. |

Награды частей дивизии:
- 434-й стрелковый Краснознаменный[10] орденов Суворова[11] и Кутузова[12]полк
- 556-й стрелковый Белостокский Краснознаменный[13]полк
- 680-й стрелковый Краснознаменный[13] ордена Кутузова[11] полк
- 307-й артиллерийский Краснознаменный[13] полк
- 160-й отдельный истребительно-противотанковый ордена Александра Невского[14]дивизион
- 159-й отдельный ордена Красной Звезды[11]батальон связи

## В составе
| Подчинение   | Подчинение                   | Подчинение             | Подчинение                         |
| На дату      | Фронт (округ)                | Армия                  | Корпус                             |
| ------------ | ---------------------------- | ---------------------- | ---------------------------------- |
| 22.06.1941   | КОВО                         |                        | 55-й стрелковый корпус             |
| c 25.06.1941 | Южный фронт                  | 18-я армия             | 55-й стрелковый корпус             |
| 01.08.1941   | Южный фронт                  | 18-я армия             | 55-й стрелковый корпус             |
| 01.09.1941   | Южный фронт                  | 6-я армия              |                                    |
| 01.10.1941   | Юго-Западный фронт           | 38-я армия             |                                    |
| 01.11.1941   | Юго-Западный фронт           | 38-я армия             |                                    |
| 01.12.1941   | Юго-Западный фронт           | 38-я армия             |                                    |
| 01.01.1942   | Юго-Западный фронт           | 21-я армия             |                                    |
| 01.02.1942   | Юго-Западный фронт           | 21-я армия             |                                    |
| 01.03.1942   | Юго-Западный фронт           | 21-я армия             |                                    |
| 01.04.1942   | Юго-Западный фронт           | 38-я армия             |                                    |
| 01.05.1942   | Юго-Западный фронт           | 28-я армия             |                                    |
| 01.06.1942   | Юго-Западный фронт           | 28-я армия             |                                    |
| 01.07.1942   | Юго-Западный фронт           | 21-я армия             |                                    |
| 01.08.1942   | Сталинградский военный округ |                        |                                    |
| 01.09.1942   | Сталинградский военный округ |                        |                                    |
| 01.10.1942   | Сталинградский фронт         |                        |                                    |
| 01.11.1942   | Сталинградский фронт         | 57-я армия             |                                    |
| 01.12.1942   | Сталинградский фронт         | 57-я армия             |                                    |
| 01.01.1943   | Донской фронт                | 64-я армия             |                                    |
| 01.02.1943   | Резерв ставки ВГК            |                        |                                    |
| 01.03.1943   | Резерв ставки ВГК            |                        |                                    |
| 01.04.1943   | Западный фронт               |                        |                                    |
| 01.05.1943   | Западный фронт               |                        |                                    |
| 01.06.1943   | Западный фронт               | 11-я гвардейская армия | 16-й гвардейский стрелковый корпус |
| 01.07.1943   | Западный фронт               | 11-я гвардейская армия | 16-й гвардейский стрелковый корпус |
| 01.08.1943   | Брянский фронт               | 11-я гвардейская армия | 36-й гвардейский стрелковый корпус |
| 01.10.1943   | Брянский фронт               | 63-я армия             | 36-й гвардейский стрелковый корпус |
| 01.11.1943   | Белорусский фронт            | 63-я армия             | 40-й стрелковый корпус             |
| 01.12.1943   | Белорусский фронт            | 63-я армия             | 40-й стрелковый корпус             |
| 01.01.1944   | Белорусский фронт            | 63-я армия             | 40-й стрелковый корпус             |
| 01.02.1944   | Белорусский фронт            | 63-я армия             | 40-й стрелковый корпус             |
| 01.03.1944   | 1-й Белорусский фронт        | 3-я армия              | 35-й стрелковый корпус             |
| 01.04.1944   | 1-й Белорусский фронт        | 3-я армия              | 40-й стрелковый корпус             |
| 01.05.1944   | 1-й Белорусский фронт        | 3-я армия              | 40-й стрелковый корпус             |
| 01.06.1944   | 1-й Белорусский фронт        | 3-я армия              | 40-й стрелковый корпус             |
| 01.07.1944   | 1-й Белорусский фронт        | 3-я армия              | 40-й стрелковый корпус             |
| 01.08.1944   | 2-й Белорусский фронт        | 3-я армия              | 40-й стрелковый корпус             |
| 01.09.1944   | 2-й Белорусский фронт        | 3-я армия              | 40-й стрелковый корпус             |
| 01.10.1944   | 2-й Белорусский фронт        | 3-я армия              | 40-й стрелковый корпус             |
| 01.11.1944   | 2-й Белорусский фронт        | 3-я армия              | 40-й стрелковый корпус             |
| 01.12.1944   | 2-й Белорусский фронт        |                        |                                    |
| 01.01.1945   | 2-й Белорусский фронт        | 3-я армия              | 40-й стрелковый корпус             |
| 01.02.1945   | 2-й Белорусский фронт        | 3-я армия              | 40-й стрелковый корпус             |
| 01.03.1945   | 3-й Белорусский фронт        | 3-я армия              | 40-й стрелковый корпус             |
| 01.04.1945   | 3-й Белорусский фронт        | 3-я армия              | 40-й стрелковый корпус             |
| 01.05.1945   | 1-й Белорусский фронт        | 3-я армия              | 40-й стрелковый корпус             |

## Отличившиеся воины
Герои Советского Союза:
- Искалиев, Сундуткали, красноармеец
- Кольчак Яков Харитонович, красноармеец[17]
- Харазия Владимир Камсагович, старший лейтенант
- Татаркин Пётр Евпсифович, старший лейтенант
- Мартынов, Владимир Кириллович, старший лейтенант
- Якубов Гулям, капитан[18]

 Кавалеры ордена Славы трёх степеней:
- Гриценко Василий Трофимович, старший сержант, командир орудийного расчёта 160 отдельного истребительно-противотанкового дивизиона. Указ Президиума Верховного Совета СССР от 15 мая 1946 года.

## Известные люди, связанные с дивизией
1. Беззубов, Николай Александрович — С 08.1939 по 02.1940 гг. командир 556-го сп.